# Jeseriger See

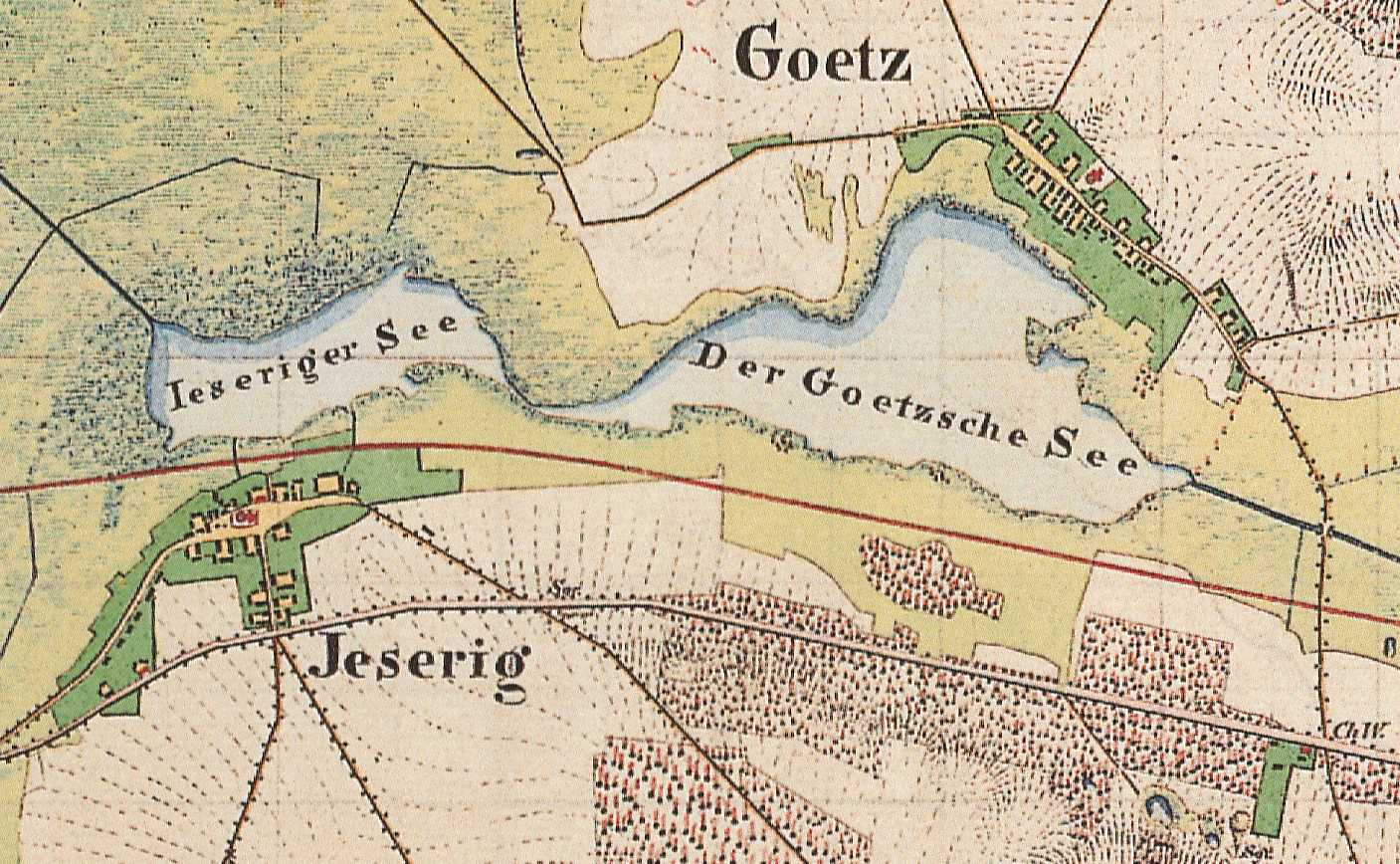
Jeserig, Götz, Götzer See und Jeseriger See auf dem Urmesstischblatt 3542 Groß Kreutz von 1839

Der Jeseriger See ist ein sehr kleiner, stark verlandender See auf der Gemarkung Jeserig, einem Ortsteil der Gemeinde Groß Kreutz (Havel) im Landkreis Potsdam-Mittelmark (Land Brandenburg).

## Geographische Lage und Hydrographie
Der Jeseriger See liegt direkt nördlich von Jeserig, einem Ortsteil der (Groß-)Gemeinde Groß Kreutz (Havel). Er ist 3,69 ha groß. Er ist im Verlandungsprozess und war noch um 1900 um ein Vielfaches größer als die Topographische Karte um 1900 und das Urmesstischblatt 3542 Groß Kreutz von 1839 zeigen. Der See ist von einem breiten Schilfgürtel umgeben, der aber bereits in Teilen durch einen Bruchwald ersetzt ist. Der See selber ist kaum zugänglich.
Sein Seespiegel liegt im Mittel bei etwa 28 m ü. NHN. Er hat einen Zufluss vom Götzer See, der aber nördlich um den heutigen (Rest-)See herumgeführt wird. Aus dem Bruchgebiet führt ein Fließ zur Havel.

## Geschichte
Der See wird 1367 erstmals urkundlich genannt (lateinisch stagni Jeserik, que vulgariter tochwater vocatur ‚des Sees Jeserik, der gewöhnlich tochwater genannt wird‘) anlässlich eines Streites um die Nutzung des Sees zwischen dem Kloster Lehnin und den Brüdern Nikolaus und Mathäus von Retzow, den letztendlich das Kloster für sich entscheiden konnte. 1368 verkauften die v. Rochow auch ihre Rechte am See an das Kloster Lehnin. 1375 erscheint er in der Schreibweise Geserik. In der Schmettau’schen Karte von 1767/87 heißt er Geserichsche See und im Urmesstischblatt 3542 Groß Kreutz von 1839 ist er Ieseriger See geschrieben. Der See ist nach dem Ort am Ufer benannt. Der Name Jeserig ist von *jezero abgeleitet und bedeutet See.

## Eisenbahnbau 1845/46
1845/6 wurde die Eisenbahnlinie Potsdam-Magdeburg durch die Potsdam-Magdeburger Eisenbahngesellschaft gebaut. Besondere Schwierigkeiten im mit Gewässern und Sümpfen besonders reichen Abschnitt zwischen Potsdam und Brandenburg an der Havel machte die Überquerung des Jeseriger Luches, bzw. dem verlandeten Teil des ehemaligen Jeseriger Sees. Aufschüttungen brachten zunächst keinen Erfolg. Erst nachdem man eine mit Sand und Steinen gefüllte Zille versenkte, brachten die Aufschüttungen einen stabilen Untergrund, über den die Trasse gelegt werden konnte. Trotzdem waren später aber immer wieder Nachschüttungen nötig.